# إيثان بيك
إيثان بيك (بالإنجليزية: Ethan Peck) هو ممثل أمريكي، ولد في 2 مارس 1986 بلوس أنجلوس في الولايات المتحدة. بدأ مشواره المهني سنة 1999.

## أعمال

### أفلام
- (2010) اثنا عشر[4]
- (2011) في الوقت المحدد[5][6]
- (2012) ماين غيمز

### مسلسلات
- 10 أشياء أكرهها بشأنك
- ديسكفري

## وصلات خارجية
- إيثان بيك على موقع IMDb (الإنجليزية)
- إيثان بيك على موقع ميتاكريتيك (الإنجليزية)
- إيثان بيك على موقع ألو سيني (الفرنسية)
- إيثان بيك على موقع ميوزك برينز (الإنجليزية)
- إيثان بيك على موقع أول موفي (الإنجليزية)
- إيثان بيك على موقع قاعدة بيانات الأفلام السويدية (السويدية)
- إيثان بيك على موقع قاعدة بيانات الفيلم (الإنجليزية)
- إيثان بيك على موقع كينوبويسك (الروسية)